# Деян Лекич
Деян Лекич (серб. Dejan Lekić/Дејан Лекић, нар. 7 червня 1985, Кралєво) — сербський футболіст, нападник.
Виступав за національну збірну Сербії.

## Клубна кар'єра
У дорослому футболі дебютував 2003 року виступами за команду «Слога» з рідного Кралєва. Згодом протягом 2003–2007 років грав за нижчолігові «Поповичі» і «Металац».
2007 року став гравцем «Земуна», що виступав на той час у вищому сербському дивізіоні, за рік команда втратила місце в еліті, а ще за рік опинилася у третьому дивізіоні. На цьому рівні в сезоні 2008/09 Лекич продемонстрував приголомшливу результативність, забивши 26 голів у 23 іграх, чим викликав інтерес з боку «Црвени Звезди». Влітку 2009 року приєднався до цієї команди і в сезоні 2009/10, який вона завершила на другому місці, відзначився 12 голами у 27 іграх, ставши її найкращим бомбардиром.
У цьому статусі перейшов до іспанської «Осасуни», де провів два сезоні. На рівні іспанської Ла-Ліги особливою результативністю вже не відзначався і 2012 року перейшов до турецького «Генчлербірлігі». Провівши лише один у Туреччині, повернувся до Іспанії, де відіграв сезон 2013/14 за друголіговий за «Спортінг» (Хіхон) на правах оренди. Згодом на умовах повноцінного контракту перейшов до «Ейбара», за який грав у сезоні 2014/15 у Ла-Лізі.
Згодом до кінця 2010-х встиг пограти ще за низку іспанських команд, насамперед друголігових. Частину 2015 року провів в Індії, де взяв участь у декількох іграх клубу «Атлетіко» (Колката).
2021 року став гравцем команди «Лас Росас» з третього іспанського дивізіону.

## Виступи за збірну
2009 року дебютував в офіційних матчах у складі національної збірної Сербії. Протягом чотирьох років взяв участь у 10 іграх за національну команду.